# Lac d’Hourtin et de Carcans
Der Lac d’Hourtin et de Carcans („See von Hourtin und von Carcans“) ist mit ca. 57 km² in Frankreich einer der größten natürlichen Süßwasserseen und der größte mit über die Jahreszeiten konstantem Wasserstand.

## Geographie
Der See liegt im Département Gironde; im Nordosten grenzt die Gemeinde Hourtin an den See, im Südosten die Gemeinde Carcans, insbesondere mit ihrem touristisch geprägten Stadtteil Maubuisson am südlichen Seeufer.   
Er ist umgeben vom im 18. und 19. Jahrhundert erschaffenen Forêt des Landes und erstreckt sich etwa in Nord-Süd-Richtung parallel zur ca. 4 km entfernten Atlantikküste auf einer Länge von ca. 18 km und einer maximalen Breite von ca. 5 km.  
Nach Süden hin ist er über den Canal des Étangs mit dem Étang de Lacanau verbunden.

## Geschichte
Die Dünenbänke wurden im 19. Jahrhundert durch aufgeforstete Seekieferplantagen befestigt.
Bei Contaut am Nordende des Sees wurde 1917 vom US-Militär eine große Wasserflugzeugbasis installiert. Dieser Stützpunkt wurde später zu einem Eingliederungszentrum für die Französische Marine. 
Der Lac d’Hourtin et de Carcans ist seit 1967 Teil des Landschaftsschutzgebietes Étangs girondins. Ein Teil von ihm steht zudem unter dem Schutz des 2150 Hektar großen nationalen Naturschutzgebiets Dunes et Marais, das am 15. Dezember 2009 klassifiziert und von der Agence Landes Nord Aquitaine verwaltet wird.

## Touristik

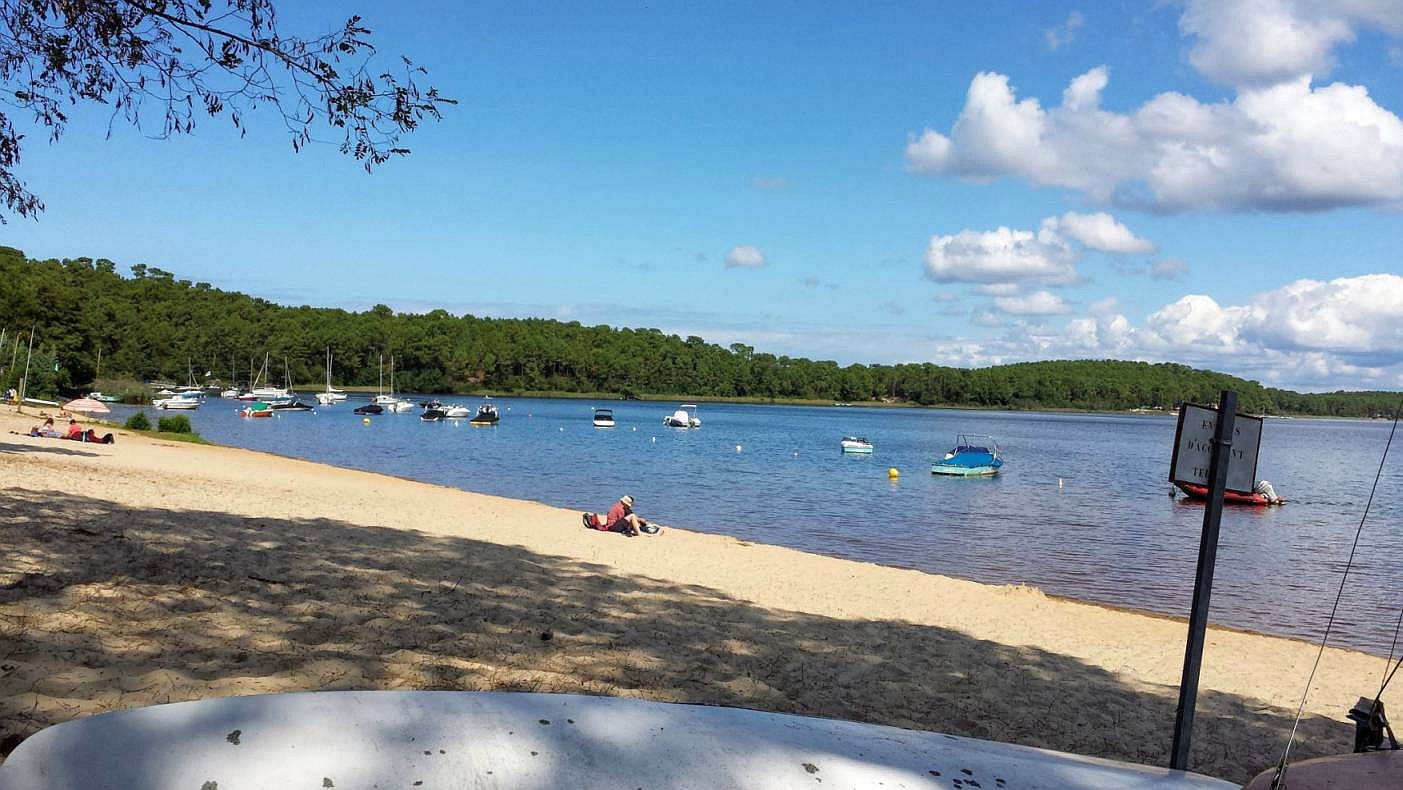
Strand Domaine des Bombannes am Lac d’Hourtin et de Carcans im August 2015

Wegen des Status als Landschaftsschutzgebiet ist der See nur behutsam touristisch erschlossen. Sehr große Teile des Seeufers sind nicht mit Kraftfahrzeugen erreichbar. Die Mehrheit der Touristen besucht den nahegelegenen Atlantikstrand bei Carcans-Plage.
Sowohl in Maubuisson an der Südspitze als auch bei Hourtin sowie an einigen entlegeneren Stellen existieren Sandbadestrände, die vor allem im Sommer von Touristen genutzt werden. In den Orten am Seeufer, insbesondere Maubuisson, finden sich zudem Ferienwohnungen und Hotels. 
Im Südwesten befindet sich das große Freizeitareal Domaine des Bombannes mit zwei großzügigen naturnahen Campingplätzen, Sandstränden und zahlreichen Sportmöglichkeiten zu Wasser und zu Lande. In Hourtin-Port befindet sich ein Yachthafen.